# Bill Ratliff
William Roark „Bill“ Ratliff (* 16. August 1936) ist ein US-amerikanischer Politiker. Zwischen 2000 und 2003 war er Vizegouverneur des Bundesstaates Texas.

## Werdegang
Bill Ratliff absolvierte die Sonora High School im Sutton County. Anschließend studierte er an der University of Texas das Fach Bauarchitektur. In den folgenden 30 Jahren war er als Architekt in der Baubranche tätig. Politisch schloss er sich der Republikanischen Partei an. Zwischen 1989 und 2003 saß er im Senat von Texas, dessen President Pro Tempore er in den Jahren 1997 und 1998 war.
Nach der Wahl von Gouverneur George W. Bush zum US-Präsidenten rückte dessen Vizegouverneur Rick Perry in das höchste Staatsamt in Texas auf. Damit war die Position des Vizegouverneurs vakant. Entsprechend der Staatsverfassung musste nun erstmals in der Geschichte von Texas der Staatssenat einen Vizegouverneur aus seinen Reihen bestimmen. Die Wahl fiel auf Ratliff. Dieses Amt bekleidete er zwischen 2000 und 2003. Dabei war er Stellvertreter des Gouverneurs und formaler Vorsitzender des Senats. Im Jahr 2002 wollte er sich zunächst für eine reguläre Wahl zum Vizegouverneur aufstellen lassen. Später änderte er seine Meinung und zog seine Kandidatur zurück. Bill Ratliff ist verheiratet und hat zwei erwachsene Kinder. Sein 1961 geborener Sohn Bennett ist seit 2013 Abgeordneter im Repräsentantenhaus von Texas.